# Heremetijd... Wat een lastpost!
Heremetijd... wat een lastpost! is een kinderboek uit 1973, met verhalen geschreven door Thea Beckman.
Heremetijd is een uitzonderlijk ondeugend engeltje in de hemel, dat enkele avonturen meemaakt - onder andere een bezoek aan de achterkant van de maan - en als vriendje een uitzonderlijk lief duiveltje heeft met de naam Wham!. De verhalen zijn erg grappig, zoals het muziekstuk dat Heremetijd componeert en dat blijkt te bestaan uit alle hemelse alarmsignalen, zodat de brandweer uitrukt, vergeefs op zoek naar vuur. De verhalen eindigen er steevast mee dat de hoofdengel zich terugtrekt en zich afsluit voor zijn omgeving door wat stukjes wolk in zijn oren te proppen.
Beckman hoopte ooit een vervolg te kunnen schrijven.